# Jorge Terter II da Bulgária

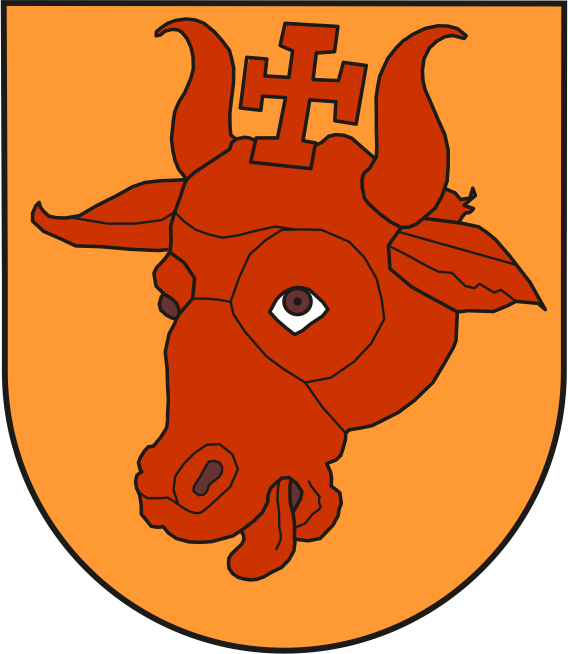
Brasões da dinastia Terter.

Jorge Terter II (em búlgaro:  Георги Тертер II) reinou como imperador da Bulgária entre 1321 e 1322. Não se sabe quando ele nasceu, mas é provável que não tenha sido muito antes de 1307.

## História
Jorge Terter II era filho de Teodoro Esfendóstlabo com sua esposa Eufrósine e foi batizado em homenagem ao seu avô paterno, Jorge Terter I. É possível que ele tenha sido elevado à posição de coimperador com o pai em 1321, mas as fontes são pouco claras. Depois da morte do pai neste mesmo ano, o novo imperador se envolveu cada vez mais na guerra civil bizantina, na qual o trono estava sendo disputado por Andrônico II Paleólogo e seu neto, Andrônico III Paleólogo. Aproveitando-se da situação, Jorge invadiu a Trácia bizantina e conquistou quase sem resistência a importante cidade de Filipópolis e parte das redondezas em 1322. Uma guarnição búlgara foi instalada na cidade sob o comando de um general chamado Ivan, o Russo, e um escrivão da corte elogiou Jorge como "detentor do cetro búlgaro e grego". Uma nova campanha no mesmo ano resultou na conquista de diversas fortalezas à volta de Adrianópolis, mas os búlgaros acabaram sendo repelidos e derrotados por Andrônico III. O imperador bizantino estava se preparando para invadir a Bulgária quando soube que Jorge Terter havia morrido, aparentemente de causas naturais.
Jorge Terter II morreu jovem e não tinha filhos. Ele foi sucedido por um primo distante, Miguel Asen III, muito mais conhecido atualmente como Miguel Shisman.